# Préveza
Préveza ou Prévéza (en grec moderne : Πρέβεζα) est une ville du nord-ouest de la Grèce, à l’embouchure du golfe Ambracique. Elle est le chef-lieu du district régional de Préveza, dans la périphérie d'Épire. C'est à la fois une station balnéaire et un petit port industriel.
Le dème de Préveza a fusionné le 1er janvier 2011 avec les dèmes voisins de Loúros et celui de Zálongo, devenus des districts municipaux, dans le cadre de la réforme Kallikratis. Selon le recensement de 2011, le nouveau dème compte 31 733 habitants.

## Histoire
Située sur la rive nord de l'entrée du golfe Ambracique, la ville a été fondée au Moyen Âge après l’abandon de la ville romano-byzantine voisine de Nicopolis d'Épire, dont les importants vestiges se trouvent à environ 6 km au nord. La ville, fondée au XIIIe siècle, peut-être par des Albanais, est mentionnée pour la première fois dans la Chronique de Morée à propos d'évènements se déroulant en 1292, alors que la région est contrôlée par le despotat d'Épire, un successeur de l'empire byzantin. Elle appartient ensuite à l'Empire serbe (1348–1356), et au despotat d'Arta (en) (1358–1401). La ville est ensuite acquise par la république de Venise, puis conquise par les Ottomans, probablement en 1477. Les Ottomans refondent la ville et reconstruisent ses fortifications en 1477/1478 ou 1486/1487, puis en 1495, avec la forteresse de Bouka.
La bataille navale de Préveza a lieu à proximité le 27 septembre 1538. La large victoire de Khayr ad-Din Barberousse sur une flotte chrétienne dirigée par le génois Andréa Doria, assura la maîtrise de la Méditerranée à l'Empire ottoman jusqu'à la bataille de Lépante, 33 ans plus tard. Cette victoire est toujours commémorée aujourd'hui par la marine turque, qui en a fait une fête officielle. Plusieurs sous-marins turcs furent dénommés Preveze : le TCG Preveze (S-340) (en) (1954-1972), le TCG Preveze (S-345) (1973-1987) et le TCG Preveze (S-353) (tr) (en service depuis 1994).
La ville changea plusieurs fois de main au cours des guerres turco-vénitiennes. Prise par Venise en 1684 en même temps que Vonitza et l'Acarnanie pendant la guerre de Morée, elle est rendue à la fin de la guerre en 1699. Venise la capture à nouveau en 1717 pendant la guerre de 1714-1718, et la conserve au sein de l'Albanie vénitienne jusqu'à la fin de la République en 1797.
Attribuée à la France lors du traité de Campo-Formio (1797) avec les anciennes possessions vénitiennes des îles Ioniennes, elle est constituée en un arrondissement du département français d'Ithaque. Cependant, les Ottomans intègrent la Deuxième Coalition et déclarent la guerre à la France en 1798. Le 12 octobre 1798, lors de la bataille de Nicopolis, Ali Pacha de Janina attaque la ville et massacre la garnison française commandée par le général Colaud de La Salcette et une partie de la population grecque. Cet événement reste dans la mémoire collective grecque comme le massacre de Prévéza.
Prévéza entre alors dans une seconde période d'occupation ottomane, qui dura jusqu'en 1912. La question de son rattachement à la Grèce est évoquée au congrès de Berlin (1878-1879), qui fait suite à la guerre russo-turque de 1877-1878.
La ville est conquise par la Grèce le 21 octobre 1912, au cours de la première guerre balkanique. Pendant la Seconde Guerre mondiale, elle est occupée par l'Italie (1941-1943) puis par l'Allemagne (1943-1944), et voit des combats de la guerre civile grecque, notamment pendant 16 jours consécutifs en septembre 1944.

## Jumelage
La ville fait partie du douzelage depuis 1991.